# Ендру Гаудлок
Ендру Гаудлок (енгл. Andrew Goudelock; Стоун Маунтин, Џорџија, 7. децембар 1988) амерички је кошаркаш. Игра на позицији бека.

## Каријера
Гудлок је студирао на колеџу Чарлстон од 2007. до 2011. године. На НБА драфту 2011. одабран је као 46. пик од стране Лос Анђелес лејкерса. Провео је такмичарску 2011/12. у Лејкерсима и на 40 одиграних утакмица у регуларном делу сезоне бележио је 4,4 поена по мечу. У децембру 2011. је послат у НБА развојну лигу где је одиграо један меч за Лос Анђелес дефендерсе. У октобру 2012. Лејкерси су га отпустили.
У новембру 2012. на драфту развојне лиге одабрали су га Су Фолс скајфорси. У овом клубу је био до јануара 2013. када је мењан у Рио Гранде Вали вајперсе. У априлу 2013. поново је потписао за Лејкерсе. На крају сезоне у развојној лиги проглашен је за најкориснијег играча.
У јулу 2013. потписао је једногодишњи уговор са УНИКС-ом из Казања. Наступајући за УНИКС у сезони 2013/14. добио је награде за најкориснијег играча Еврокупа и ВТБ јунајтед лиге.
Дана 2. јула 2014. потписао је двогодишњи уговор са турским Фенербахчеом. На утакмици са Бајерном, одиграној 13. новембра 2014, Гаудлок је поставио нови рекорд Евролиге по броју убачених тројки на једном мечу. Постигао је 34 поена, од тога 10 тројки из 13 покушаја. На 29 одиграних утакмица Евролиге 2014/15. бележио је 17 поена, 2.2 скока и 2,1 асистенцију по мечу, што му је донело пласман у други идеални тим Евролиге. Са Фенербахчеом је стигао до фајнал фора Евролиге, где је турски тим елиминисан у полуфиналу од Реал Мадрида, док је у домаћем првенству клуб поражен од Каршијаке. Гаудлок је након једне сезоне напустио Фенербахче.
Сезону 2015/16. провео је у кинеском Синкјангу где је на 35 утакмица бележио просечно 22 поена по мечу. Пошто се сезона у Кини завршава раније, Гаудлок је у марту 2016. потписао за Хјустон рокетсе и са њима провео остатак сезоне. 
У сезони 2016/17. играо је за Макаби из Тел Авива. Са њима је освојио Куп Израела. У сезони 2017/18. је био играч Олимпије из Милана. Помогао је свом клубу да освоји титулу првака Италије, а проглашен је и за најкориснијег играча финалне серије у којој су савладали Тренто. Након сезоне у Милану, Гаудлок је наступао у Кини за Шандонг голден старсе. Вратио се затим у европску кошарку и играо редом за Венецију, Ритас, Билбао и Андору.

## Успеси

### Клупски
- УНИКС Казањ:
  - Куп Русије (1): 2014.
- Макаби Тел Авив:
  - Куп Израела (1): 2017.
- Олимпија Милано:
  - Првенство Италије (1): 2017/18.
  - Суперкуп Италије (1): 2017.
- Рејер Венеција Местре:
  - Куп Италије (1): 2020.

### Појединачни
- Најкориснији играч Еврокупа (1): 2013/14.
- Идеални тим Евролиге - друга постава (1): 2014/15.
- Идеални тим Еврокупа - прва постава (1): 2013/14.
- Најкориснији играч ВТБ јунајтед лиге (1): 2013/14.
- Најкориснији играч НБА развојне лиге (1): 2012/13.
- Најкориснији играч финала Првенства Италије (1): 2017/18.